# Yann Cunha

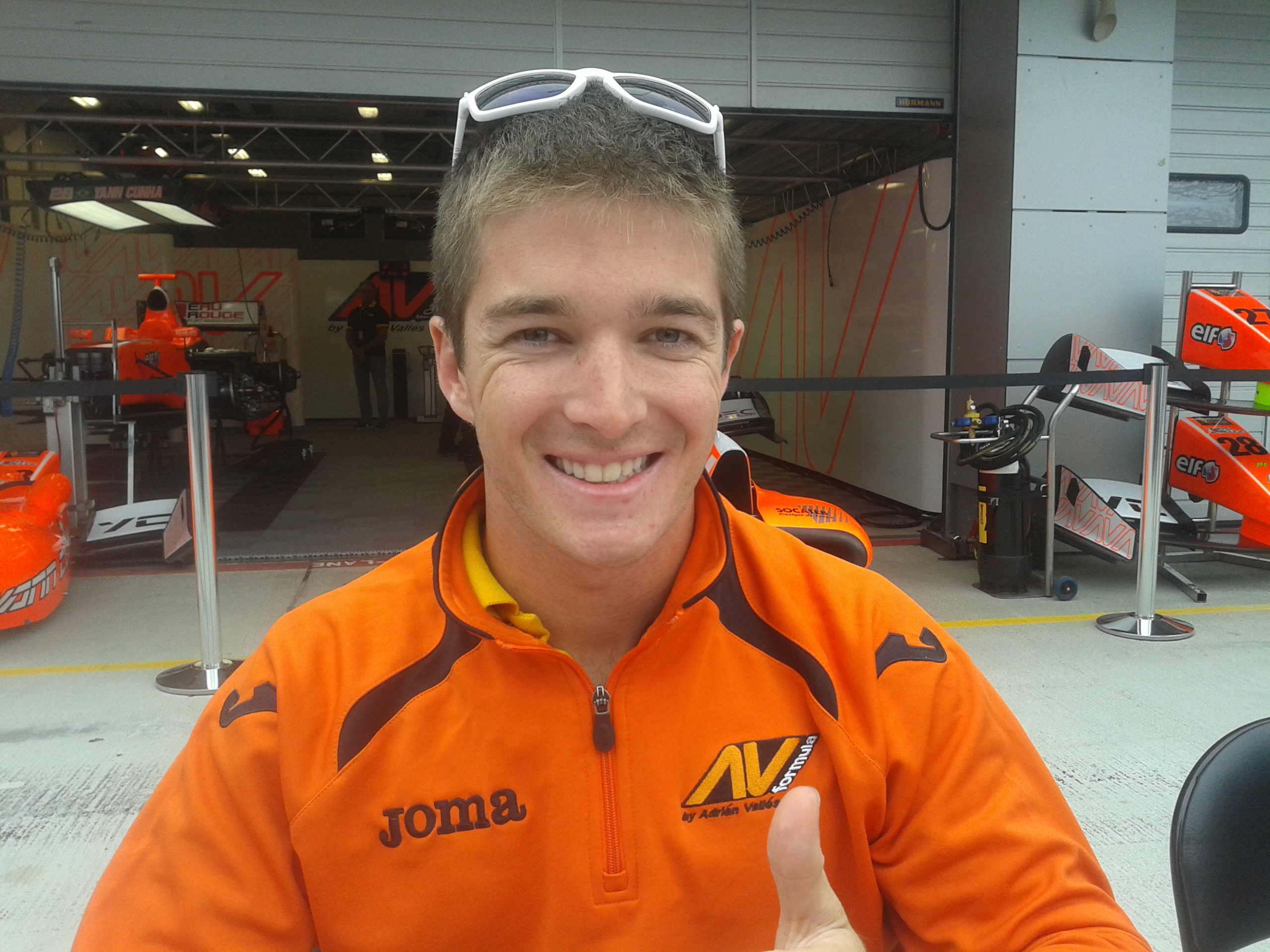
Yann Cunha 2013

Yann Cunha (* 22. Januar 1991 in Brasília) ist ein ehemaliger brasilianischer Automobilrennfahrer. Er wurde 2010 südamerikanischer Formel-3-Meister. 2012 und 2013 trat er in der Formel Renault 3.5 an.

## Karriere
Mit wenig Erfahrung im Kartsport begann Cunha seine Motorsportkarriere 2008 im Formelsport. Für Razia Sports nahm er an drei Rennwochenenden der südamerikanischen Formel-3-Meisterschaft teil. Ohne Punkte erzielt zu haben, beendete er die Saison auf dem 21. Platz. 2009 bestritt Cunha für Razia Sports die komplette Saison in der südamerikanischen Formel 3. Er stand sieben Mal auf dem Podium und beendete die Saison als bester Pilot, der kein Rennen gewonnen hatte, auf dem fünften Platz in der Meisterschaft. 2010 wechselte Cunha zu Bassan Motorsport. Mit fünf Siegen gewann er den Meistertitel vor Bruno Andrade. Außerdem machte er seine ersten Rennsporterfahrungen in Europa und nahm an je einem Rennwochenende der britischen Formel-3-Meisterschaft und der britischen Formel Renault teil.
2011 ging Cunha für T-Sport in der britischen Formel-3-Meisterschaft und für das Hache Team in der European F3 Open, zu fünf von acht Veranstaltungen, an den Start. Cunha beendete die Saison der britischen Meisterschaft mit −36 Punkten auf dem 26. und letzten Platz der Fahrerwertung. Der negative Punktestand kam zustande, da ihm 40 Punkte abgezogen wurden. Cunha hatte an einem Formel-3-Rennen einer anderen Formel-3-Meisterschaft auf einer Strecke teilgenommen, auf der die britische Formel-3-Meisterschaft ebenfalls eine Veranstaltung austrug. Dies war ein Verstoß gegen das sportliche Reglement. In der European F3 Open gewann Cunha ein Rennen, stand insgesamt dreimal auf dem Podest und lag am Saisonende auf dem neunten Platz der Fahrerwertung. Darüber hinaus wurde er beim F3 Brazil Open 2011 Zweiter hinter Lucas Foresti.
2012 ging Cunha zusammen mit Zoël Amberg für Pons Racing in der Formel Renault 3.5 an den Start. Beide Piloten erhielten einen Zweijahresvertrag. Cunha blieb, im Gegensatz zu Amberg, der einen Punkt erzielte, ohne Punkte und beendete die Saison auf dem 29. Rang. Darüber hinaus trat er für Ombra Racing zu zwei Rennwochenenden der Auto GP World Series an. 2013 verließ Cunha trotz ursprünglichen Vertrages Pons Racing und wechselte innerhalb der Formel Renault 3.5 zu AV Formula. Cunha blieb ohne Punkte und erreichte den 27. Platz im Gesamtklassement, während sein Teamkollege Arthur Pic mit 74 Punkten Achter geworden war.

## Statistik

### Karrierestationen
| - 2008: Südamerikanische Formel 3 (Platz 21) - 2009: Südamerikanische Formel 3 (Platz 5) - 2010: Südamerikanische Formel 3 (Meister) - 2010: Britische Formel 3 (Platz 21) | - 2010: Britische Formel Renault (Platz 31) - 2011: Britische Formel 3 (Platz 26) - 2011: European F3 Open (Platz 9) - 2012: Formel Renault 3.5 (Platz 29) | - 2012: Auto GP World Series (Platz 18) - 2013: Formel Renault 3.5 (Platz 27) |